# آكل العسل أبيض النقط
آكل العسل أبيض النقط (الاسم العلمي: Meliphaga albonotata) (بالإنجليزية: Scrub Honeyeater)‏ هو نوع من الطيور يتبع جنس آكل العسل من فصيلة آكلات العسل.